# Heteronotus vespiformes
Heteronotus vespiformes är en insektsart som beskrevs av George Darby Haviland 1925. Heteronotus vespiformes ingår i släktet Heteronotus och familjen hornstritar. Inga underarter finns listade i Catalogue of Life.